# Fosfatidylinositol-4,5-bisfosfát
Fosfatidylinositol-4,5-bisfosfát (PIP2, PI-4,5-P2, PtdIns(4,5)P2) je fosfoinositid (derivát fosfatidylinositolu), který patří mezi fosfolipidy zastoupené v buněčných membránách. Vznikne přidáním fosfátových skupin na pozice 4 a 5 molekuly fosfatidylinositolu.

## Metabolismus
Tento fosfolipid se koncentruje především na cytoplazmatické membráně buněk a hraje tam velmi důležitou roli v buněčné signalizaci i v dalších jevech, jež se na membráně odehrávají. Vzniká v Golgiho aparátu z fosfatidylinositol-4-fosfátu, a to pomocí kináz, které přidávají fosfát na 5' pozici. Následně je odesílán na membránu. Jeho rozklad katalyzují fosfolipázy a 5'-fosfatázy. Účinkem fosfolipáz (zejména fosfolipázy C a A2) se spouští významné dráhy signalizace; 5'-fosfatázy toto naopak tlumí. Fosfatidylinositol-4,5-bisfosfát také zaniká přeměnou na fosfatidylinositol-3-4,5-trisfosfát.
PI-4,5-P má specifické funkce také mimo plazmatickou membránu - vyskytuje se i v endozomech, lysozomech, autolysozomech, v Golgi, v ER a v jádře.

## Funkce
Nejznámější je role fosfatidylinositol-4,5-bisfosfátu jako substrátu pro IP3/DAG signalizaci závislé na fosfolipáze C. Tento enzym štěpí fosfatidylinositol-4,5-bisfosfát na inositol-1,4,5-trifosfát (IP3) a 1,2-diacylglycerol (DAG). IP3 i DAG následně spouští další signalizaci, např. tím že aktivují proteinkinázu C.
Tento fosfolipid na buněčné membráně také ovlivňuje funkci např. v ní přítomných integrálních membránových proteinů, reguluje exocytózu i endocytózu či se podílí na aktivaci aktinového cytoskeletu na membráně (tím, že aktivuje protein WASP a tím Arp2/3).